# Sovjetunionens nationalvåben
Sovjetunionens statslige nationalvåben (russisk: Государственный герб СССР) blev indført i 1923 og blev benyttet indtil Sovjetunionens opløsning i 1991. Teknisk set er det et symbol frem for et nationalvåben, siden det ikke følger heraldikkens regler. På russisk blev det kaldt герб (våbenskjold) ordet for et traditionelt nationalvåben. Indskriften på båndet, der omgiver kornaksene, er Proletarer i alle lande, foren jer! på alle unionsrepublikkernes sprog.

## Galleri
- Sovjetunionens statslige nationalvåben fra (1923–1931)
- Sovjetunionens statslige nationalvåben fra (1931-1936)
- Sovjetunionens statslige nationalvåben fra (1936–1946)
- Sovjetunionens statslige nationalvåben fra (1946–1956)
- Sovjetunionens statslige nationalvåben fra (1956–1991)